# 波根塞
波根塞是德国石勒苏益格－荷尔斯泰因州勞恩堡縣的一个市镇。总面积5.44平方公里，总人口347人，其中男性162人，女性185人（2011年12月31日），人口密度64人/平方公里。